# Kadamjai
Kadamjay är en ort i Kirgizistan.   Den ligger i distriktet Kadamjaiskiy Raion och oblastet Batken, i den sydvästra delen av landet, 400 km sydväst om huvudstaden Bisjkek. Kadamjay ligger 1 027 meter över havet och antalet invånare är 6 732.
Terrängen runt Kadamjay är kuperad åt nordost, men åt sydväst är den bergig. Runt Kadamjay är det ganska glesbefolkat, med 27 invånare per kvadratkilometer. Närmaste större samhälle är Khalmion, 12,1 km nordväst om Kadamjay. Trakten runt Kadamjay består i huvudsak av gräsmarker.